# Чжан Цзинчу
Чжан Цзин (кит. упр. 张静, пиньинь Zhāng Jìng), впоследствии изменившая имя на  Цзинчу́ (кит. упр. 静初, пиньинь Jìngchū; род. 2 февраля 1980) — китайская актриса.

## Биография
Чжан Цзин родилась 2 февраля 1980 года в уезде Юнъань в семье рабочего. После окончания средней школы поступила в 福州艺术师范学校 на факультет изящных искусств. После окончания института в 1995 году Чжан Цзин некоторое время работала на фуцзянской телестанции 东南卫视. В скором времени будущая актриса приняла решение, что для дальнейшего развития, должна перебраться в Пекин, и таким образом стала «пекинским странником». Оказавшись в Пекине, девушка привлекла внимание агентов, которые в скором времени предложили ей работу в рекламе. В 1997 году Чжан Цзин поступила в Центральную академию драмы (кит. 中央戏剧学院) на факультет режиссуры. Параллельно с этим в Пекинском университете иностранных языков (北京第二外国语学院) она изучала английский язык, и даже отправилась на стажировку в Новую Зеландию. К моменту окончания университета актриса активно снималась в рекламе и сериалах, однако по прежнему оставалась неизвестной широкой публике. В это время девушка решила сменить имя, добавив к изначальной форме иероглиф 初 (начало), надеясь тем самым привлечь к себе удачу.
В 2003 году она лично выдвинула свою кандидатуру на роль в фильме «Павлин» и была выбрана среди прочих претенденток на главную роль. В 2005 году, после восьми лет «пекинских скитаний», Чжан Цзинчу получила свою первую награду (第55届柏林电影节评委会大奖银熊奖) и первую широкую известность. Свободное владение английским языком позволило актрисе без переводчиков общаться с иностранными журналистами.
С того времени актриса активно снимается в фильмах, не только китайских и гонконгских, но и зарубежных режиссёров. В 2010 году за роль в фильме «Землетрясение» режиссёра Фэн Сяогана она получила премию «Золотая лошадь» в номинации «Лучшая актриса второго плана».

## Фильмография
| Год  | Русское название                 | Оригинальное название   | Международное название             | Роль     | Примечания |
| ---- | -------------------------------- | ----------------------- | ---------------------------------- | -------- | ---------- |
| 2002 |                                  | 情义两重天              | Affection Double Days              |          |            |
| 2005 | Павлин                           | 孔雀                    | Peacock                            |          |            |
| 2005 | Невеста Хуаяо в Шанриле          | 花腰新娘                | ?                                  |          |            |
| 2005 | Семь мечей                       | 七剑                    | Seven Swords                       | Лю Юйфан |            |
| 2005 | Семь ночей                       | 七夜                    | Seven Nights                       |          |            |
| 2006 | Дорога                           | 芳香之旅                | The Road                           |          |            |
| 2006 | Воин севера                      | 玉战士                  | Jade Warrior                       | Пин Ю    |            |
| 2007 | Протеже (фильм)                  | 门徒                    | Protege                            |          |            |
| 2007 | Час пик 3                        |                         | Rush Hour 3                        | Су Ян    |            |
| 2008 | Охота на зверя                   | 证人                    | Beast Stalker                      |          |            |
| 2009 | Красная река                     | 红河                    | Red River                          |          |            |
| 2009 | Йон Рабе                         | 拉贝日记                | John Rabe                          |          |            |
| 2009 |                                  | 天水围的夜与雾          | Night And Fog                      |          |            |
| 2009 | На прослушке                     | 窃听风云                | Overheard                          | Вильма   |            |
| 2010 | Землетрясение                    | 唐山大地震              | After Shocks                       | Фан Дэн  |            |
| 2010 | Город в осаде                    | 全城戒备                | City Under Siege                   |          |            |
| 2010 | Флиртующий учёный 2              | 唐伯虎点秋香2之四大才子 | Flirting Scholar 2                 |          |            |
| 2010 |                                  | 守望者                  | The Man Behind The Courtyard House |          |            |
| 2010 |                                  | A面B面                  | The Double Life                    |          |            |
| 2011 |                                  | 爱在微博蔓延时          |                                    |          |            |
| 2011 |                                  | 万有引力                | The Law of Attraction              |          |            |
| 2012 |                                  | 醉后一夜                | Lacuna                             |          |            |
| 2012 |                                  | 富春山居图              | Switch                             |          |            |
| 2015 | Миссия невыполнима: Племя изгоев |                         | Mission: Impossible - Rogue Nation |          |            |